# 楊天理
楊天理（1898年—1982年1月），字燮卿。雲南省巧家縣城西小龍潭人。民國37年（1948年）在雲南省第一選區當選第一屆立法委員。

## 生平[1][2]
- 北京大學畢業
- 雲南省立第一師範學校校長
- 國民會議代表
- 宜良縣、保山縣等縣縣長
- 雲南省田賦管理處副處長
- 國民革命軍第十六軍政治部科長、秘書
- 中國國民黨雲南省黨部候補執行委員、昆明市黨部執行委員
- 民國32年9月23日試用[3]、民國33年4月28日任[4]，試用雲南省糧政局副局長
- 雲南省臨時參議會參議員
- 雲南人民企業公司董事
- 民國37年，當選立法委員，曾出席第一屆立法院第一會期經濟及資源委員會(召集委員)、預算委員會、法制委員會
- 民國38年11月11日，任雲南省政府委員兼教育廳廳長[5]
- 1951年，註銷立法委員名籍[6]
- 1980年，受聘為雲南省文史研究館館員
- 1982年1月，病逝[7]